# Liste der Kulturgüter in Erlenbach im Simmental
Die Liste der Kulturgüter in Erlenbach im Simmental enthält alle Objekte in der Gemeinde Erlenbach im Simmental im Kanton Bern, die gemäss der Haager Konvention zum Schutz von Kulturgut bei bewaffneten Konflikten, dem Bundesgesetz vom 20. Juni 2014 über den Schutz der Kulturgüter bei bewaffneten Konflikten sowie der Verordnung vom 29. Oktober 2014 über den Schutz der Kulturgüter bei bewaffneten Konflikten unter Schutz stehen.
Objekte der Kategorien A und B sind vollständig in der Liste enthalten, Objekte der Kategorie C fehlen zurzeit (Stand: 11. Februar 2024). Unter übrige Baudenkmäler sind geschützte Objekte zu finden, die im Bauinventar des Kantons Bern als «schützenswert» verzeichnet sind.

## Kulturgüter
| Foto |                                                              | Objekt                            | Kat. | Typ | Standort                         | Beschreibung |
| ---- | ------------------------------------------------------------ | --------------------------------- | ---- | --- | -------------------------------- | --- |
| ja   | Datei hochladen · Wikidata zu Reformierte Kirche (Q19362582) | Reformierte Kirche KGS-Nr.: 00891 | A    | G   | Kirchweg 362 608671 / 167740     | Reformiertes Kirchengebäude im romanischen Stil, im Kern bis ins 11. Jahrhundert zurückreichend und bis zur Reformation dem Erzengel Michael geweiht. Der gedrungene frühgotische Chorturm mit Kreuzrippengewölbe stammt aus der zweiten Hälfte des 13. Jahrhunderts, der Spitzhelm aus dem 15. Jahrhundert. Einzigartig ist die vollständige Ausmalung des Innenraums in der Art einer Bilderbibel (mehrheitlich um 1420/30, 1931 freigelegt).                                                    |
| ja   | Datei hochladen · Wikidata zu Agensteinhaus (Q12300697)      | Agensteinhaus KGS-Nr.: 09216      | A    | G   | Augasse 321 608791 / 167666      | Das 1766 wahrscheinlich von Hans Messerli erbaute Bauernhaus gehört zu den Schlüsselwerken der Simmentaler Zimmermannskunst und wird seit 1987 als Talmuseum genutzt. Harmonisch proportioniertes Bauwerk in Mischkonstruktion; durch das weit vorkragende Dach präzis definiertes Gesamtvolumen. Charakteristische Gliederung der Schaufront mit klarer Symmetrie, Dreiteilung der Fassade, plastische Durchgestaltung mit kräftig skulptierten Bändern oder flach geschnitzten Reihenornamenten. |
| ja   | Datei hochladen · Wikidata zu Ründihaus (Q19362583)          | Ründihaus KGS-Nr.: 09217          | A    | G   | Dorf 305 608794 / 167740         | 1766 wahrscheinlich von Zimmermeister Hans Messerli erbautes, vollständig erhaltenes Wohnhaus. Die Mischkonstruktion kündigt in Habitus und Wandaufbau einen stilistischen Übergang an: Der Baukörper ist noch der Simmentaler Tradition verpflichtet, aber bereits mit steilem Ründidach überfangen, dem frühesten Beispiel in Erlenbach. Harmonische Proportionen und vorzügliche Ausgestaltung der Schaufront mit reichen Schnitzfriesen.                                                       |
| ja   | Datei hochladen · Wikidata zu Platzhaus (Q19362581)          | Platzhaus KGS-Nr.: 09527          | A    | G   | Platz 317 608619 / 167673        | Vermutlich im Jahr 1782 erbautes Wohnhaus mit repräsentativer Wirkung. Prachtvoller, volumenbetonter Baukörper aus einer stilistischen Übergangszeit: die Hauptgeschosse sind noch der Simmentaler Tradition verpflichtet, aber bereits von einem steilen Ründidach überfangen. Beide Giebelfronten sind mit reichem, teilweise kräftig gestaltetem Schnitzwerk plastisch durchformt. |
| ja   | Datei hochladen · Wikidata zu Pfarrhaus (Q19362580)          | Pfarrhaus KGS-Nr.: 09779          | A    | G   | Pfarrhaus 363 608642 / 167772    | Das 1767 erbaute Pfarrhaus ist ein repräsentativer Putzbau im spätbarocken Stil, ostseitig mit Laubenschicht in Riegel- und Holzbauweise. Kennzeichnend sind die ausgewogenen Gesamtproportionen, das ausladende Knickwalmdach und die zurückhaltende, ruhig-regelmässige Fassadengliederung, die dem obrigkeitlichen Bau den Charakter einer Campagne verleihen. Schlichte Fenstergewände und Ecklisenen in verputztem Tuffstein.                                                                 |
| BW   | Datei hochladen · Wikidata zu Haus Ott (Q29652076)           | Haus Ott KGS-Nr.: 00892           | B    | G   | Ringoldingen 421 606360 / 167486 | 1819 erbautes, völlig intaktes Bauernhaus in Ständerbauweise auf gemauertem Kellersockel. Kennzeichnend sind der strenge, klassizistisch schmucklose Wandaufbau mit achsentreuer Einzelbefensterung und der elegante, bis in die Vogeldielen auslaufende Schwung der Ründe. Zeittypische und sparsam applizierte Holzdetails bereichern den qualitätvollen Bau. |

## Übrige Baudenkmäler
Hinweis: Anstelle der KGS-Nummer wird als Objekt-Identifikator (ID) die Grundstücksnummer verwendet.
| ID            | Foto |                                                                          | Objekt                                      | Typ | Standort                                     | Beschreibung |
| ------------- | ---- | ------------------------------------------------------------------------ | ------------------------------------------- | --- | -------------------------------------------- | ------------ |
| 19            | BW   | Datei hochladen                                                          | Brunnen (1807)                              | K   | Platz N.N. 608646 / 167686                   |              |
| 102           | BW   | Datei hochladen                                                          | Gartenpavillon (um 1900)                    | G   | Pfrundhubel N.N. 608599 / 167748             |              |
| 102           | BW   | Datei hochladen                                                          | Ehemaliges Waschhaus (frühes 19. Jh.)       | G   | Pfarrhaus 363b 608631 / 167787               |              |
| 102           | BW   | Datei hochladen                                                          | Pfrundscheune (1894)                        | G   | Pfrundhubel 363a 608617 / 167760             |              |
| 107           | BW   | Datei hochladen                                                          | Schwesternpavillon (1931)                   | G   | Riedbachli 299d 609178 / 167917              |              |
| 115           | BW   | Datei hochladen                                                          | Bauernhaus (1675)                           | G   | Eschlen 474 607456 / 168148                  |              |
| 126; 1887     | BW   | Datei hochladen                                                          | Bauernhaus (um 1700)                        | G   | Thal 232, 232a 609181 / 168367               |              |
| 139           | BW   | Datei hochladen                                                          | Bauernhaus (2. Hälfte 18. Jh.)              | G   | Eschlen 475 607453 / 168124                  |              |
| 151; 823      | ja   | Datei hochladen · Wikidata zu Ehemaliges Bauernhaus (Q113324827)         | Ehemaliges Bauernhaus (1766)                | G   | Linde 303, 303a 608845 / 167756              |              |
| 172           | BW   | Datei hochladen                                                          | Bauernhaus (1874)                           | G   | Seewlen 125 607175 / 167256                  |              |
| 187           | BW   | Datei hochladen                                                          | Bauernhaus (1765)                           | G   | Thal 249 609004 / 168458                     |              |
| 199; 913      | BW   | Datei hochladen                                                          | Bauernhaus (1820)                           | G   | Allmenden 216, 216a 609772 / 168453          |              |
| 207           | BW   | Datei hochladen                                                          | Bauernhaus (1784)                           | G   | Oberberg 458 608059 / 168509                 |              |
| 210           | BW   | Datei hochladen                                                          | Bauernhaus (1673)                           | G   | Bühl 454 608143 / 168378                     |              |
| 223; 1150     | BW   | Datei hochladen                                                          | Bauernhaus (1. Hälfte 17. Jh.)              | G   | Oberlatterbach 578, 578a 610496 / 168146     |              |
| 226           | BW   | Datei hochladen                                                          | Gasthaus zum Bären (1833)                   | G   | Bären 574 610592 / 168071                    |              |
| 253; 1669     | BW   | Datei hochladen                                                          | Ehemaliges Bauernhaus (1693)                | G   | Balzenberg 491, 491a 606324 / 168222         |              |
| 274; 675      | ja   | Datei hochladen                                                          | Bauernhaus (1664)                           | G   | Kleindorf 339, 339a 608204 / 167634          |              |
| 282           | BW   | Datei hochladen                                                          | Bauernhaus (1864)                           | G   | Allmenden 215 609791 / 168421                |              |
| 284           | BW   | Datei hochladen                                                          | Bauernhaus (17. Jh.)                        | G   | Allmenden 222 609733 / 168479                |              |
| 297           | BW   | Datei hochladen                                                          | Bauernhaus (18./19. Jh.)                    | G   | Ringoldingen 426 606553 / 167600             |              |
| 309           | BW   | Datei hochladen                                                          | Bauernhaus (1728)                           | G   | Allmenden 209 609926 / 168435                |              |
| 349; 449      | BW   | Datei hochladen                                                          | Bauernhaus (frühes 17. Jh.)                 | G   | Leimern 372, 372c 607692 / 167646            |              |
| 393           | BW   | Datei hochladen                                                          | Bauernhaus (1. Drittel 19. Jh.)             | G   | Grube 334 608400 / 167633                    |              |
| 416           | ja   | Datei hochladen                                                          | Wohnhaus (1831)                             | G   | Kleindorf 338 608183 / 167641                |              |
| 420           | BW   | Datei hochladen                                                          | Lindenmattenhaus (um 1792)                  | G   | Lindenmatte 300 608930 / 167797              |              |
| 477           | BW   | Datei hochladen                                                          | Ehemaliges Hotel zur Krone (um 1820)        | G   | Dorf 309 608730 / 167719                     |              |
| 482           | BW   | Datei hochladen                                                          | Regezhaus (1766)                            | G   | Dorf 304 608817 / 167746                     |              |
| 492           | BW   | Datei hochladen                                                          | Wohnhaus (1820)                             | G   | Dorf 315 608686 / 167705                     |              |
| 521           | BW   | Datei hochladen                                                          | Bauernhaus (1820)                           | G   | Allmenden 217 609759 / 168439                |              |
| 525           | BW   | Datei hochladen                                                          | Bauernhaus mit Ökonomieteil (1892)          | G   | Ringoldingen 414b 606456 / 167546            |              |
| 526           | BW   | Datei hochladen                                                          | Bauernhaus (2. Hälfte 16. Jh.)              | G   | Kleindorf 353a, 353b 608253 / 167709         |              |
| 547           | BW   | Datei hochladen                                                          | Bauernhaus (1. Hälfte 16. Jh.)              | G   | Obereschlen 465 607406 / 168258              |              |
| 550           | BW   | Datei hochladen                                                          | Bauernhaus (um 1650)                        | G   | Allmenden 230 609269 / 168376                |              |
| 563           | BW   | Datei hochladen                                                          | Ehemaliges Bauernhaus (1. Viertel 19. Jh.)  | G   | Kreuzgasse 627 610683 / 168123               |              |
| 564           | BW   | Datei hochladen                                                          | Ofenhaus-Speicher (1. Viertel 19. Jh.)      | G   | Kreuzgasse 627c 610676 / 168138              |              |
| 610           | BW   | Datei hochladen                                                          | Bauernhaus (1685)                           | G   | Bruni 608 611281 / 168406                    |              |
| 623           | BW   | Datei hochladen                                                          | Bauernhaus (nach 1765)                      | G   | Dorf 319 608778 / 167706                     |              |
| 624           | BW   | Datei hochladen                                                          | Bauernhaus (1. Hälfte 18. Jh.)              | G   | Simmentalstrasse 593 612075 / 168617         |              |
| 628; 945      | BW   | Datei hochladen                                                          | Bauernhaus (1827)                           | G   | Obereschlen 466, 466a 607411 / 168259        |              |
| 646           | ja   | Datei hochladen                                                          | Fellerstock (4. Viertel 18. Jh.)            | G   | Kleindorf 345 608318 / 167649                |              |
| 693           | BW   | Datei hochladen                                                          | Ehemaliges Bauernhaus (1595)                | G   | Platz 316, 316a, 316b 608630 / 167695        |              |
| 724; 938      | ja   | Datei hochladen                                                          | Ehemaliges Bauernhaus (1698)                | G   | Kleindorf 344, 344a 608277 / 167645          |              |
| 729           | BW   | Datei hochladen                                                          | Bauernhaus (um 1800)                        | G   | Obere Wösch 419, 419b 606113 / 167605        |              |
| 739           | BW   | Datei hochladen                                                          | Stapfackerscheune (1736)                    | G   | Stapfackerweid 381 607235 / 167645           |              |
| 752; 931      | BW   | Datei hochladen                                                          | Bauernhaus (1613)                           | G   | Ringoldingen 427, 427a 606518 / 167562       |              |
| 762           | BW   | Datei hochladen                                                          | Wohnhaus (1901)                             | G   | Dorf 306 608771 / 167750                     |              |
| 762           | BW   | Datei hochladen                                                          | Stöckli mit Waschküche (1. Viertel 19. Jh.) | G   | Dorf 306a 608778 / 167759                    |              |
| 784           | BW   | Datei hochladen                                                          | Bauernhaus (um 1810)                        | G   | Ringoldingen 405 606750 / 167626             |              |
| 787           | BW   | Datei hochladen                                                          | Bauernhaus (um 1771)                        | G   | Wösch 420 606242 / 167482                    |              |
| 797           | BW   | Datei hochladen                                                          | Bauernhaus (1873)                           | G   | Balzenberg 486 606369 / 168199               |              |
| 814; 895      | BW   | Datei hochladen                                                          | Ehemaliges Bauernhaus (1766)                | G   | Kleindorf 347, 347a 608277 / 167678          |              |
| 822           | BW   | Datei hochladen                                                          | Bauernhaus (2. Hälfte 16. Jh.)              | G   | Kleindorf 353 608244 / 167704                |              |
| 852; 1076     | BW   | Datei hochladen                                                          | Bauernhaus (1571)                           | G   | Ringoldingen 438, 438a 606453 / 167652       |              |
| 889; 968; 847 | BW   | Datei hochladen                                                          | Heidenhaus (1491/92)                        | G   | Ringoldingen 429, 429a, 429b 606493 / 167565 |              |
| 890; 951      | BW   | Datei hochladen                                                          | Bauernhaus (2. Hälfte 16. Jh.)              | G   | Balzenberg 484, 484a 606461 / 168197         |              |
| 890           | BW   | Datei hochladen                                                          | Speicher mit Rauchkammer (17. Jh.)          | G   | Balzenberg 484b 606442 / 168211              |              |
| 915; 1345     | BW   | Datei hochladen                                                          | Bauernhaus (um 1830)                        | G   | Winklen 225, 225a 609503 / 168595            |              |
| 928           | BW   | Datei hochladen                                                          | Ehemaliges Bauernhaus (1534)                | G   | Eschlen 467 607554 / 168240                  |              |
| 982           | BW   | Datei hochladen                                                          | Bauernhaus (1833)                           | G   | Allmenden 206 609987 / 168416                |              |
| 993           | BW   | Datei hochladen                                                          | Bauernhaus (um 1800)                        | G   | Oberlatterbach 585 610600 / 168177           |              |
| 996           | BW   | Datei hochladen                                                          | Ehemaliges Bauernhaus (um 1800)             | G   | Thal 247, 247a 609096 / 168412               |              |
| 998           | BW   | Datei hochladen                                                          | Haus zur Farb (um 1820)                     | G   | Farb 323 608760 / 167687                     |              |
| 1012; 1114    | BW   | Datei hochladen                                                          | Wohnhaus (nach 1765)                        | G   | Dorf 307, 307a 608768 / 167725               |              |
| 1039          | ja   | Datei hochladen                                                          | Ehemaliges Bauernhaus (1. Viertel 19. Jh.)  | G   | Kleindorf 343, 343d 608256 / 167645          |              |
| 1048          | BW   | Datei hochladen                                                          | Scheune (1922)                              | G   | Ey 166b 608176 / 167448                      |              |
| 1057; 1346    | BW   | Datei hochladen                                                          | Bauernhaus (um 1800)                        | G   | Thal 234, 235 609149 / 168401                |              |
| 1069          | BW   | Datei hochladen                                                          | Bauernhaus (Ende 18. Jh.)                   | G   | Balzenberg 479 606569 / 168199               |              |
| 1088; 1432    | BW   | Datei hochladen                                                          | Bauernhaus (Ende 16. Jh.)                   | G   | Balzenberg 485, 485b 606387 / 168203         |              |
| 1123          | BW   | Datei hochladen                                                          | Speicher (1. Hälfte 18. Jh.)                | G   | Thal 258a 608673 / 168485                    |              |
| 1125          | BW   | Datei hochladen                                                          | Speicher (1. Drittel 19. Jh.)               | G   | Thal 256 608878 / 168489                     |              |
| 1170          | ja   | Datei hochladen · Wikidata zu Kirchentreppe / Kirchenbrücke (Q113324337) | Kirchentreppe / Kirchenbrücke (1816)        | G   | Kirche N.N. 608702 / 167744                  |              |
| 1475          | BW   | Datei hochladen                                                          | Brunnen (1806)                              | G   | Dorf N.N. 608784 / 167726                    |              |
| 1573          | ja   | Datei hochladen                                                          | Fellerstock (1807)                          | G   | Kleindorf 345a 608331 / 167652               |              |
| 1576          | BW   | Datei hochladen                                                          | Bauernhaus (um 1800)                        | G   | Thal 250 608985 / 168449                     |              |
| 1739          | BW   | Datei hochladen                                                          | Bauernhaus (vor 1800)                       | G   | Bützi 257 608740 / 168465                    |              |
| 1875          | BW   | Datei hochladen                                                          | Bauernhaus (2. Hälfte 18. Jh.)              | G   | Eschlen 476 607430 / 168119                  |              |
| 1914          | ja   | Datei hochladen                                                          | Bauernhaus (1801)                           | G   | Hinterdörfli 496 606097 / 168324             |              |
| 1928          | BW   | Datei hochladen                                                          | Ofenhaus, Speicher (1724)                   | G   | Dählenmatte 450a 607879 / 168235             |              |
| 1950          | BW   | Datei hochladen                                                          | Bauernhaus (1626)                           | G   | Balzenberg 488 606387 / 168250               |              |